# Anna Breytenbach
Anna Breytenbach (sinh ngày 16 tháng 8 năm 1968) là một chuyên gia giao tiếp với động vật, nhà hoạt động động vật, nhà bảo tồn và nhà diễn thuyết cộng đồng người Nam Phi.

## Tiểu sử

### Tuổi thơ và sự nghiệp
Anna Breytenbach sinh ngày 16/8/1968 tại Cape Town, Nam Phi, là Barbara Breytenbach (nee Finn) và Johannes Cloete Breytenbach. Sau khi cô học xong ngành Tâm lý học, Tiếp thị và Kinh tế tại Đại học Cape Town, cô bước vào thế giới doanh nghiệp. Cô đã có 12 năm làm việc trong ngành Nhân sự và Công nghệ thông tin, ở cả Úc và Mỹ. Từ năm 2004 Anna Breytenbach đã hành nghề như một người giao tiếp động vật chuyên nghiệp. Cô hiện đang sống ở ven biển Nam Phi và đi du lịch ở các nước châu Phi khác, châu Âu, Úc và Mỹ để thực hiện các hội thảo về truyền thông động vật.

### Giao tiếp với loài vật
Ở tuổi đôi mươi, cô quyết định theo đuổi niềm đam mê động vật hoang dã (đặc biệt là mèo lớn) bằng cách trở thành người điều khiển loài báo tại một dự án giáo dục bảo tồn. Khi chuyển đến Mỹ, cô đã khám phá sói và bảo tồn động vật ăn thịt khác. Cô cũng đã phục vụ trong ủy ban bảo tồn sói, báo tuyết, báo và sư tử núi.
Quan sát và tiếp xúc gần gũi với những con vật này, cô nói rằng cô thấy mình trở nên đồng cảm hơn với chúng. Trong khóa đào tạo theo dõi của cô với Trường Nhận thức Hoang dã ngay bên ngoài Seattle, Washington, cô nói rằng cô bắt đầu trải nghiệm trạng thái nhận thức cao hơn đối với các động vật mà cô đang theo dõi. Được nuôi dưỡng ở Châu Phi, cô có ít kinh nghiệm hoặc kiến thức về các loài Bắc Mỹ và do đó rất khó phân tích hoặc giải thích dấu chân của chúng theo bất kỳ cách logic nào dựa trên tín hiệu thị giác. Các cố vấn của cô cho rằng thay vào đó cô nên "cảm nhận" năng lượng từ đường đua - khi cô nói rằng cô bắt đầu có được những hình ảnh tinh thần ngắn gọn hoặc 'cảm giác' khác. Những "sự hiểu biết đột ngột" này sau đó sẽ được chứng minh là đúng. Sau đó, cô đã nghiên cứu hiện tượng giao tiếp giữa các sinh vật và nghiên cứu đến các cấp độ nâng cao thông qua Viện Động vật Quốc tế Assisi ở Hoa Kỳ từ năm 2001 đến 2004.